# Trichopelma cubanum (Banks)
Trichopelma cubanum là một loài nhện trong họ Barychelidae. Loài này phân bố ờ Cuba.